# Alan Pichot
Alan Pichot (Buenos Aires, 13 de agosto de 1998) es un ajedrecista profesional argentino que actualmente representa a España.

## Carrera Deportiva
Como jugador de ajedrez ostenta diversos récords nacionales, ya que obtuvo el título MF a los 9 años, el título de MI a los 15 años y el título de Gran Maestro a los 17 años.
En su carrera a nivel nacional, obtuvo los campeonatos nacionales de desarrollo en las categorías sub 10, sub 12, sub 14, sub 18 (a los 12 años de edad) y sub 20.
A nivel continental, obtuvo el campeonato Panamericano en 2008 en la categoría sub 10 y en 2010 logró medalla de bronce en la categoría sub 12.
Compartió el tercer lugar (quinto por desempate) en el campeonato mundial sub 10, disputado en Vietnam en 2008.
En septiembre de 2014 se consagró Campeón Mundial sub 16 en Durban, Sudáfrica.
En 2016 se convirtió en el jugador más joven en representar a la Argentina en las Olimpiadas de ajedrez, resultando invicto en las 7 partidas que jugó.
Entre sus triunfos más destacados se encuentran las victorias frente a Veselin Topalov en rápidas en 2015, el triunfo contra Zoltan Almasi en Isla de Man 2017 y el triunfo contra Alireza Firouzja en la FTX Crypto Cup de 2021.
En 2021, participó de la Copa del Mundo de Ajedrez en la ciudad de Sochi, en Rusia.
En mayo de 2023 logro ganar la chesskid cup en tercera división en formato online teniendo una actuación superior a 2800 puntos elo. En la actualidad representa a España.

## Reconocimientos
- Fue galardonado con el premio Olimpia de plata en 2014.
- Recibió el premio Jorge Newbery de Oro en 2015.[6]
- En 2014 fue seleccionado entre los personajes del año por la revista GENTE.[7]
- En 2020 la Fundación Konex le otorga el Premio Konex - Diploma al Mérito como uno de los 5 mejores ajedrecistas argentinos de la última década.[2]